# Marian Walentynowicz
Marian Walentynowicz est un dessinateur, architecte et écrivain polonais né en 1896 à Saint-Pétersbourg et mort le 26 août 1967 à Varsovie. Il est un précurseur de la bande dessinée en Pologne.

## Biographie
Marian Walentynowicz naît en 1896 à Saint-Pétersbourg, en Russie,.
Il est diplômé du gymnase de Saint-Pétersbourg et, en 1932, de la faculté d'architecture de l'École polytechnique de Varsovie. 
Pendant la Seconde Guerre mondiale, il est correspondant de guerre pour la 1re division blindée du général Stanisław Maczek. Il relate ses expériences dans le livre Wojna bez patosu (1969). Il y décrit notamment la poche de Falaise,.
Il meurt à Varsovie et est enterré au cimetière de Powązki (section 238-6-4).